# ワイオラ教会
ワイオラ教会 (Waiola Church) は、アメリカ合衆国ハワイ州マウイ島のラハイナにある、プロテスタント系のキリスト教教会。会衆派のキリスト連合教会に属する。1823年に創設された伝道所を起源とし、墓地にはハワイ王国の初期の王室メンバーが埋葬されている。
1953年まではワイネエ教会 (Waineʻe Church) と呼ばれた。ラハイナ歴史地区を構成する建築物の一つであったが、2023年、ハワイ・マウイ島山火事によって焼失した。

## 歴史

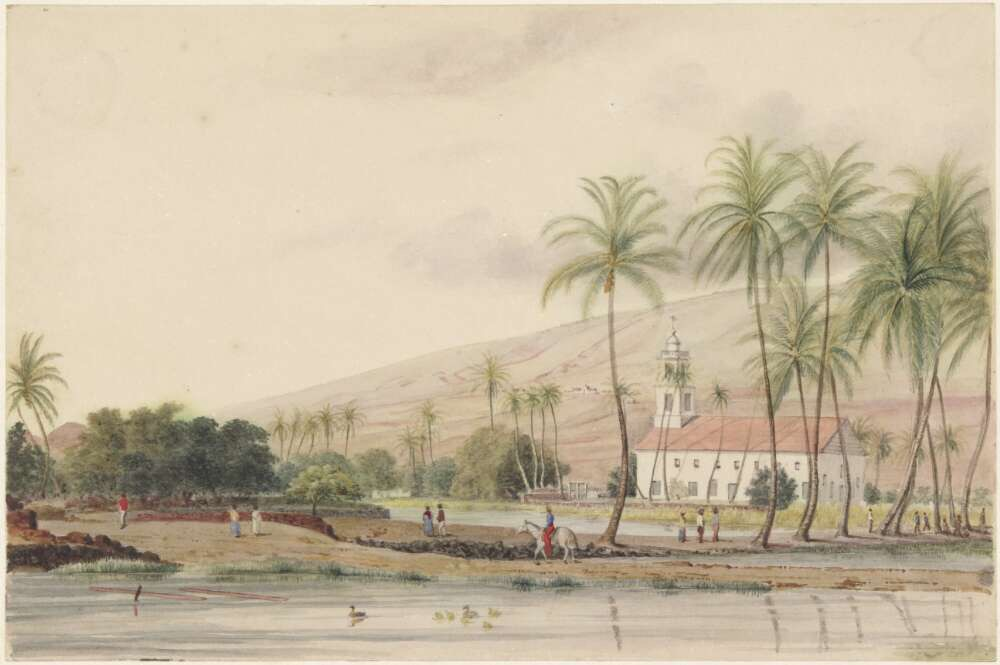
ワイネエ教会（現在のワイオラ教会）は、モクヒニアに隣接して建てられた。

1823年、ウィリアム・リチャーズ牧師 (William Richards, 1793年 - 1847年) によってマウイ島最初のキリスト教伝道所が設けられた。最初の数年間は、木の柱に茅葺き屋根をかけた仮設の建物であった。1828年、マウイ総督ホアピリは、石と木の構造物を建設することを後押しした。
ハワイの宗教において聖域とされ、王の住居のあったモクウラと呼ばれる小島を取り囲むモクヒニア (Mokuhinia) の池に隣接してキリスト教の教会が建設され、1832年3月4日に奉献された。当初はワイネエ教会と呼ばれた。
1832年から1836年まで、エフライム・スポールディング牧師 (Ephraim Spaulding, 1802年 - 1840年) が妻のジュリエット・ブルックス (Juliet Brooks, 1810年 - 1898年) とともに赴任した。1836年にはドワイト・ボールドウィン牧師 (Dwight Baldwin) が着任し、医師としても働いた。ボールドウィン牧師はスポールディングの家を再建し、1967年に博物館になるまでボールドウィン家が使用していた。
ワイネエ教会は、ラハイナが王国の首都であった時代（1820年から1840年代半ば）に王室の教会として機能し、王室メンバーのうち数人はこの教会の墓地に葬られている。ハワイ先住民とキリスト教宣教師が並んで埋葬されていることは、この墓地の注目されるべき点である。
同時期、数ブロック北西にハレ・ハレワイ (Hale Halewai)と呼ばれる集会所が設けられた。1855 年、会衆はより大きな建物の建設を始め、1858年に落成してアロハ・ハレ (Aloha Hale) と命名された。この建物は、ボールドウィンが1853年の天然痘の流行からマウイ島の人々を救ったことを記念して建てたものである。1859年、王国政府によってベンチと机が追加され、学校として使用した。1862年には、ハワイ聖公会が一時的に使用している。
1894年、火災によって教会は焼失した。ボールドウィン牧師の息子であるヘンリー・ペリーヌ・ボールドウィン (Henry Perrine Baldwin) の寄付によって新たな教会が建てられた。
ハレ・アロハは 600 Luakini Street にある。ハレ・アロハは1908年に改修されたものの、その後荒廃した。1950年代、暴風によってハレ・アロハの鐘楼（1910年建設）が倒壊し、ワイネエ教会も損傷を受けた。1953年に近代的な教会堂が完成し、この時にワイオラ教会に名称が変更された。この際、ハレ・アロハにあった鐘が回収されて新教会のために用いられた。ハレ・アロハは1973年、ラハイナ修復財団 (Lahaina Restoration Foundation) によって修復が開始されたが、この際には屋根が失われた状態であった。ハレ・アロハの建物は1985 年までに再建され、1992年までには石造部分も再建された。鐘楼も復元された。2009年、新しい鐘がハレ・アロハの鐘楼に設置された。
2023年8月、教会の建物は大火によって焼失した。

## 説明
1962年12月29日、ラハイナ歴史地区がアメリカ合衆国国定歴史建造物 (National Historic Landmark District) に指定された際、教会堂とハレ・アロハはその構成資産となった。
この会衆は、キリスト連合教会 (United Church of Christ) のハワイ地区 (Hawaii Conference) に属し、公認牧師のカフ・アネラ・ロサ (Kahu Anela Rosa) によって牧会されている。日曜礼拝は、ハワイ語と英語と歌を組み合わせて行われる。

## 墓地
墓地には以下の人々が埋葬されており、墓碑には以下の死去日が記されている。
- ケオプオラニ（英語版）、1823年9月16日[15] - カメハメハ1世の妃の一人
- カウムアリイ（英語版）、1824年5月26日[15]（記念碑は 1825年） - カウアイ島の王。カメハメハ1世死後、寡婦となったカアフマヌと結婚。
- ナヒエナエナ、1836年12月30日[15] - カメハメハ1世とケオプオラニの娘。
- クイニ・リリハ（英語版）、1839年8月25日 - ホアピリの娘。オアフ島総督。
- ホアピリ（英語版）（ウルマヘイヘイ・ホアピリ）、1840年1月3日 - カメハメハ1世の顧問。マウイ総督。
- カラクア・カヘイヘイマリエ（英語版）（ホアピリ・ワヒネ）、1842年1月16日 - カメハメハ1世の妃の一人、のちホアピリと結婚。
- ケカウオノヒ、1847年6月2日 - カメハメハ1世の孫娘。
- ウィリアム・リチャーズ、1847 年11月7日 - 牧師。

## ギャラリー

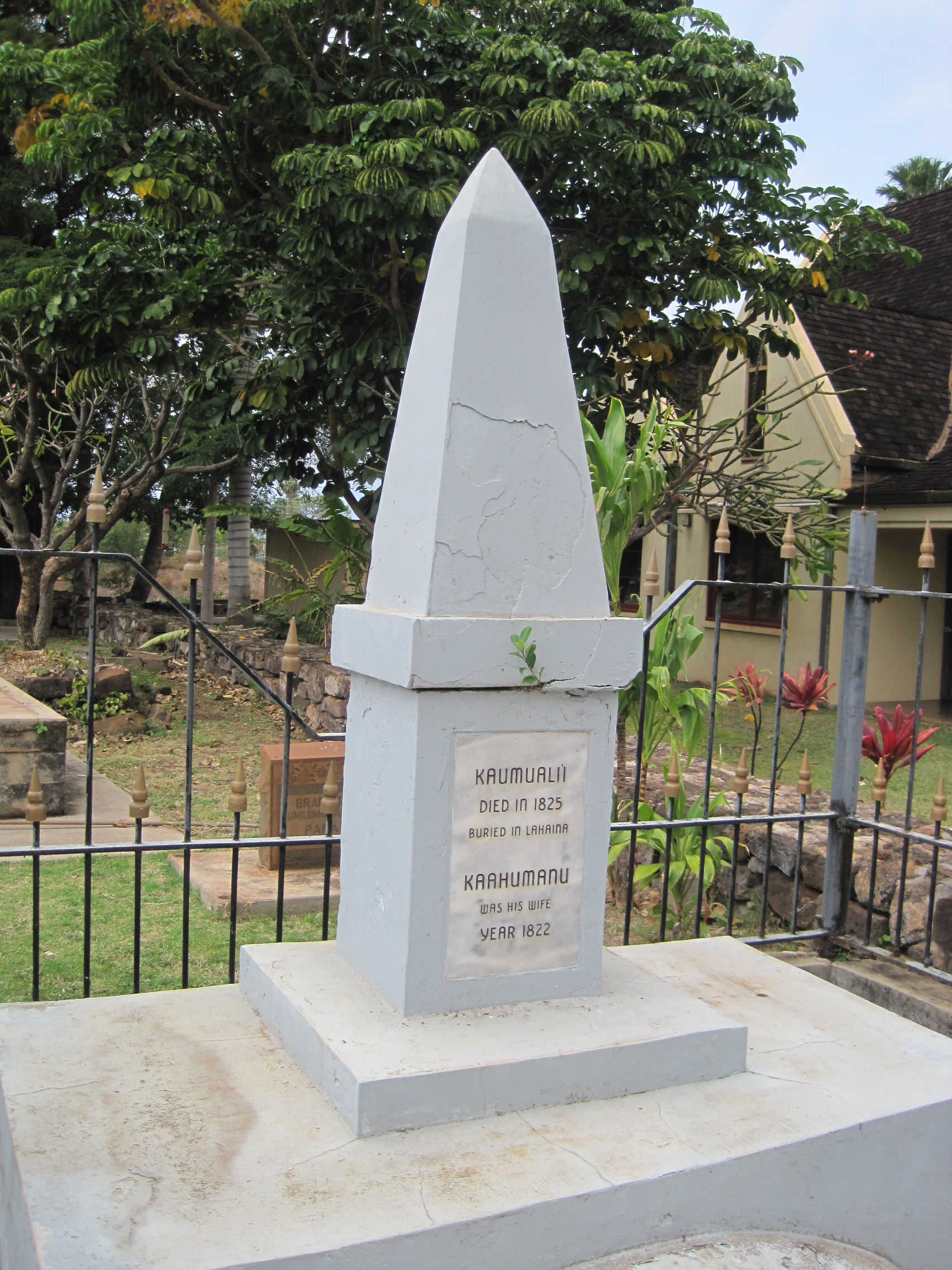
カウムアリイの墓
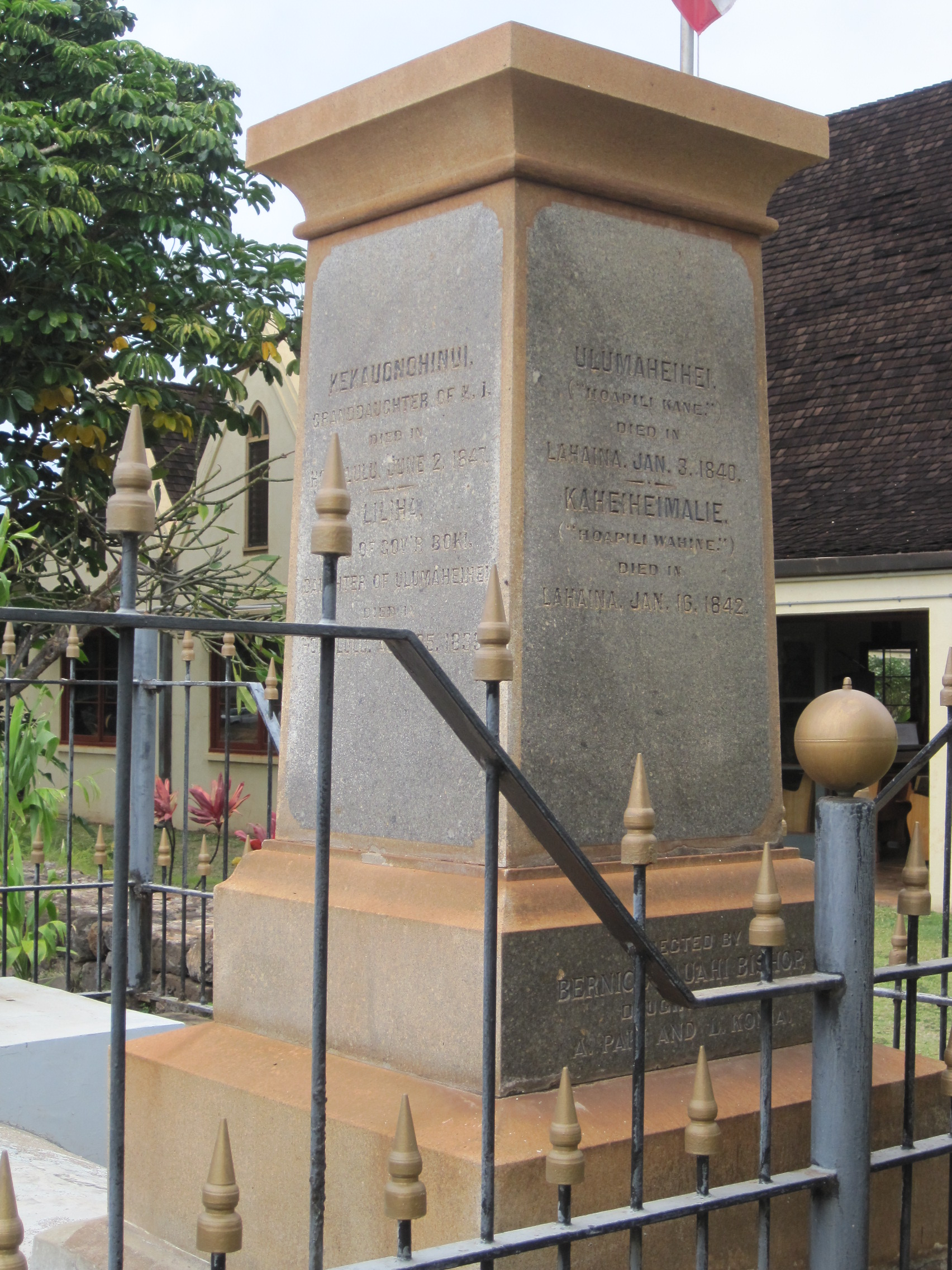
ケオプオラニ、ナヒエナエナ、クイニ・リリハ、ウルマヘイヘイ・ホアピリ、カラクア・カヘイヘイマリエ、ケカウオノヒの墓碑
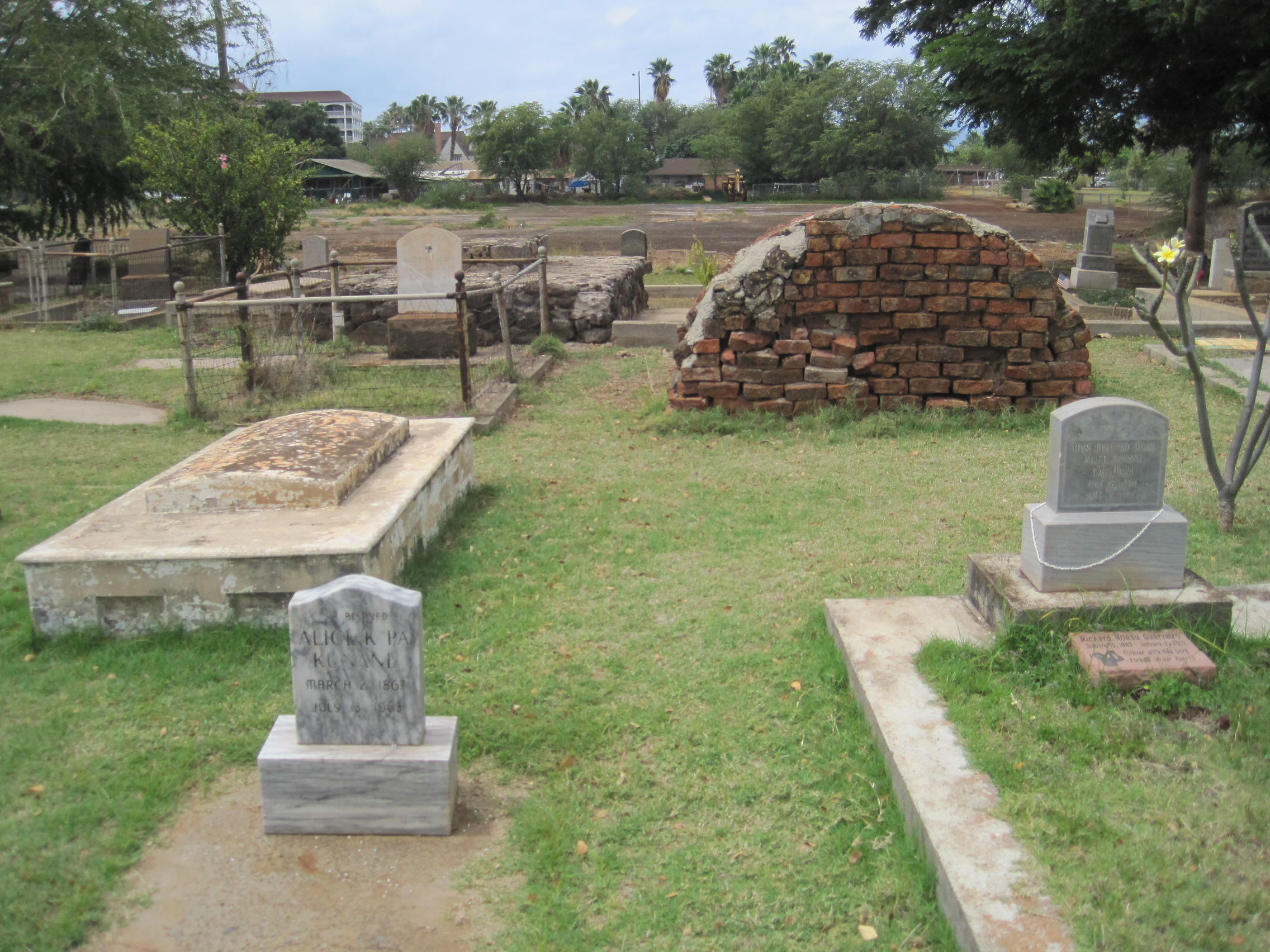
Brick grave marker
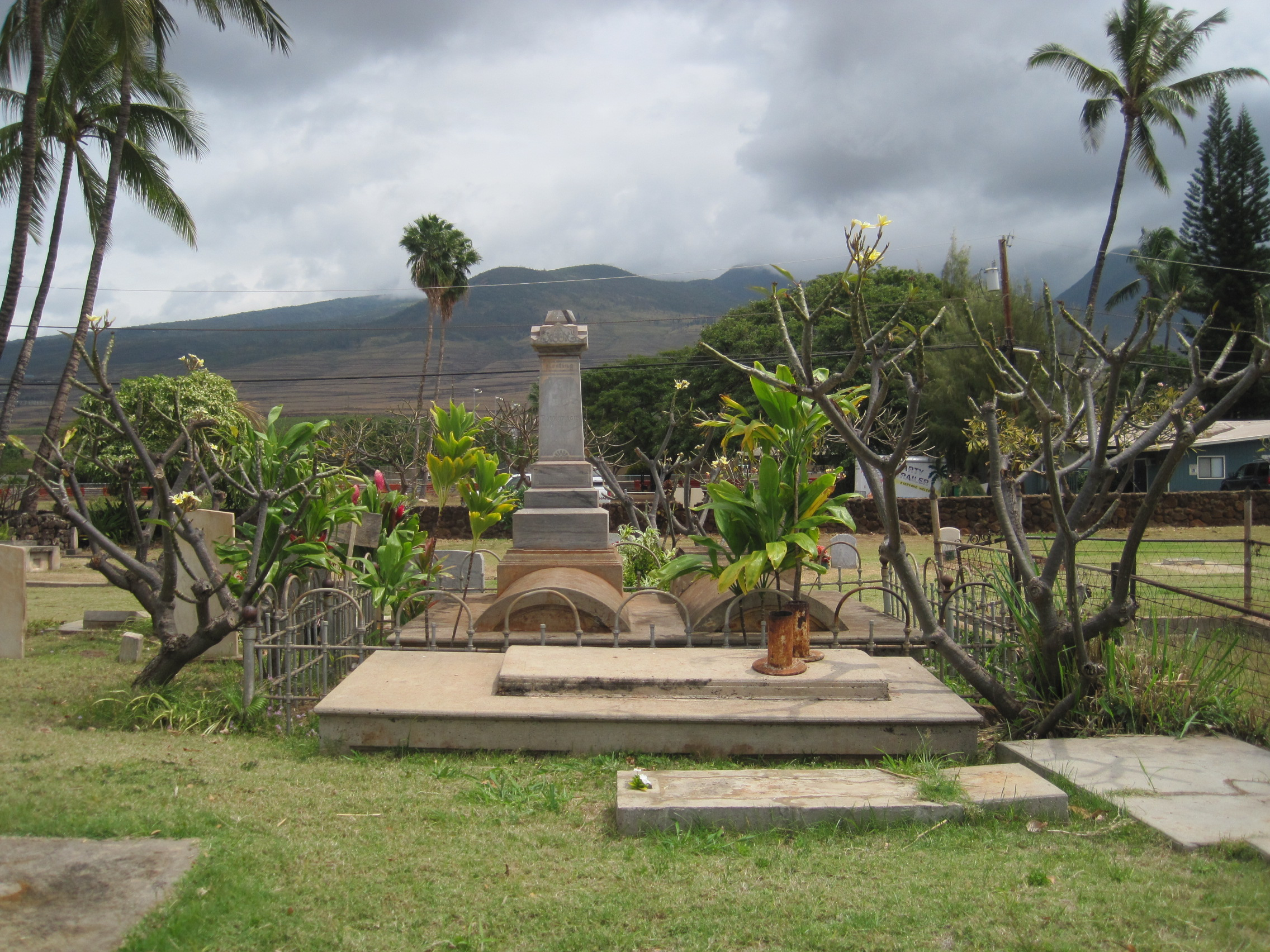
Mountain view from cemetery